# 카프리스토
카프리스토(정식 명칭: Capristo Automotive) (카프리스토 코리아: 튜닝파크)는 독일의 슈퍼카 및 메르세데스 벤츠, BMW, 아우디 등의 하이 퍼포먼스 차량용 가변 배기 시스템과 카본 파이버 제품을 제작, 판매 유통하는 제조업체이다. 창립자는 안토니오 카프리스토로, 다년간의 경험을 바탕으로 본인의 이름을 건 머플러를 제작, 판매하기 시작하였다. 페라리를 특히 좋아하여 페라리 머플러들을 만들었으며, 품질에 대한 집착으로 초창기 제품들부터 이미 뛰어난 퀄리티를 자랑하였다. 다양한 제품 라인을 구축하여 사세가 커질 무렵, 독일의 아우디 R8 클럽에서 각광을 받으며 폭발적인 성장을 거듭하여 임직원 수백명의 중견기업으로 성장하였다. 국내에서는 십수년 전부터 여러 전문 수입원들에 의해 유통되어 오다가 현재 공식 독점 딜러사로 일산의 튜닝파크(Tuningpark)가 지정되어 유통을 하고 있다.

## 차량 제조사 및 차종
- 알파로메오 - 4C

- 애스턴마틴 - 밴티지 V8 & V12, DBS & DB9, 밴티지 신형

- 아우디 - R8 전 차종, RS4 B7, RS4 B8, RS4 B9, RS5, RS5 F5, RS6 C7, RS7, S4/S5 V6 & V8, S5 F5, S6 4G, S7 4G, S8 D4

- 벤틀리 - 컨티넨탈 슈퍼스포츠 W12, 컨티넨탈 GT V8, 컨티넨탈 GT 스피드 W12, 컨티넨탈 GT 신형, 벤테이가

- BMW - 428i, 435i, 550i, 650i 6C, Alpina B5, M2 F87, M3 & M4 F80/F82/F83, M5 F10, M5 F90, M6 F12/F13, X5M & X6M F15/F16

- 쉐보레 - 콜벳 C6 Z06, 콜벳 C7 Z06

- 페라리 - 308 GTB, 308QV, 328 GTB GTS, 348, 355, 360, 430, 430 Scuderia, 456 GT, 458, 458 Speciale, 488, 512 TR 512 M, Testarossa, 550 575 Maranello, 599, 812 Superfast, California, California T, Enzo, F12, FF, GTC4 V8, GTC4 V12 Lusso, Mondial 3.2, Portofino

- 재규어 - F-Type V8 S

- 람보르기니 - 디아블로, 가야르도 LP500/520, 가야르도 LP550/560/570, 무르시엘라고 LP580, 무르시엘라고 LP640, 우라칸 LP610-4/LP580-2, 우라칸 퍼포만테, 아벤타도르 LP700, 아벤타도르 S LP740, 아벤타도르 SV LP750, 아벤타도르 SVJ, 우루스

- 마세라티 - 기블리, 그란 투리스모, 콰트로포르테

- 멕라렌 - 675LT, 720S

- 벤츠 - A45/CLA45/GLA45, C43 205, C63 204, C63 205, CLS63 218, E400 238, E400 213, E43 213, E53 213, E63 212, E63S 213, G63/G500 463, G63/G500 464, GLC43 253, GLC63S 253, GLE43 166/292, GLE500 166/292, GLE63 166/292, GLS63 166, GT/GTS, GT4 290, ML63 164, ML63 166, S500 Coupe&Cabriolet 217, S63 Coupe&Cabriolet 217, S500/S63 222, SL63/SL65 231, SL63/65 230, SL500, SLS

- 닛산 - GTR MK3

- 파가니 - 존다

- 포르쉐 - 536 카이엔, 958 카이엔, 970 파나메라, 971 파나메라, 987박스터/카이맨, 981 박스터/카이맨, 718 박스터/카이맨, 997 터보, 991 카레라, 991 터보

## 제품 특징
사장 이하 임직원들의 제품에 대한 자부심이 상당하여 모든 제품들에 대한 품질 검수를 철저히 하고 있다.
가변 배기 시스템은 일반적인 머플러 제조사들이 사용하는 재질인 T304 보다 그레이드가 높은 T309를 사용하여 좀 더 두껍고 강성이 좋은 재질을 가진다. 가변의 제어는 진공 방식과 순정 전자 가변 연동 방식의 2가지 타입이 차종에 맞춰 제작된다. 페라리, 람보르기니와 같은 차량들은 보통 진공 방식으로 가변을 제어하는데, 이를 리모컨으로 제어하기 위한 모듈로 리모컨킷이 별도 판매되고 있다. 또한 아우디, 벤츠를 비롯한 차량들의 인포테인먼트 시스템과 연동되는 모듈로 CES-3가 판매 중이며, 리모컨킷에 비해 좀 더 다양한 기능을 탑재하였다.
카본 파이버 제품들의 포트폴리오 역시 상당수 보유 중인데, 카본 전문 제조업체들 보다 월등히 뛰어난 최상급 퀄리티의 카본 제품들을 생산하는 것으로 잘 알려져 있다. 실제로 페라리 모델 전용 카본 제품들은 순정 이상급의 퀄리티와 카프리스토 만의 정체성이 잘 드러난 디자인으로 전세계적인 반향을 불러일으키고 있다.
카프리스토의 모든 제품들은 독일 본사에서 수제작으로만 생산되고 있으며, 볼트 하나부터 카본 섬유 한 가닥까지 꼼꼼하고 정교한 작업으로 생산하여 출고하고 있다.

## 카프리스토 코리아
현재 일산 소재의 튜닝파크에서 공식 수입하고 있으며 독점 딜러권을 갖고 국내 시장의 유통을 담당하고 있다. 2017년 기준 전 세계 카프리스토 판매량 3위를 달성할 만큼 많은 기여를 한 만큼 카프리스토 본사와의 각별한 관계를 유지하고 있다.